# Dušan Merc
Dušan Merc, slovenski pisatelj in učitelj, * 8. avgust 1952, Ljubljana, Slovenija.

## Življenje in delo
Študiral je primerjalno književnost na Filozofski fakulteti v Ljubljani. Kot srednješolski učitelj slovenščine je služboval na policijski šoli v Tacnu, več kot dvajset let pa je bil ravnatelj ljubljanske Osnovne šole Prule.
Kot pisatelj je nase prvič opozoril leta 1993 z zmago na natečaju časopisa Dnevnik za najboljšo vinjeto. Njegovi romani so bili nominirani za nagrado Kresnik in prevedeni v tuje jezike.
Znan je tudi po kolumnah v različnih časopisih (mdr. Delova priloga Ona) in po nekaterih radikalnih stališčih o šolstvu in šolski politiki.
Na državnozborskih volitvah leta 2011 je kandidiral na listi LDS.
27. maja 2019 je na izrednem občnem zboru maja 2019 izvoljen za predsednika Društva slovenskih pisateljev, nato je bil še dvakrat izvoljen, nazadnje 2023, 26. septembra 2024 pa je odstopil.